# Egon Jönsson (football, 1926)
Pour les articles homonymes, voir Egon Jönsson et Jönsson.
Egon Jönsson, né le 25 octobre 1926 à Höganäs en Suède, et mort le 20 juillet 1985 à un lieu inconnu, était un footballeur international suédois qui évoluait au poste d'attaquant. 

## Palmarès
- Meilleur buteur du Championnat de France D2 en 1952 (34 buts) avec le Stade français et en 1958 (29 buts) avec le FC Nancy